# Ospedale Santa Corona (Pietra Ligure)

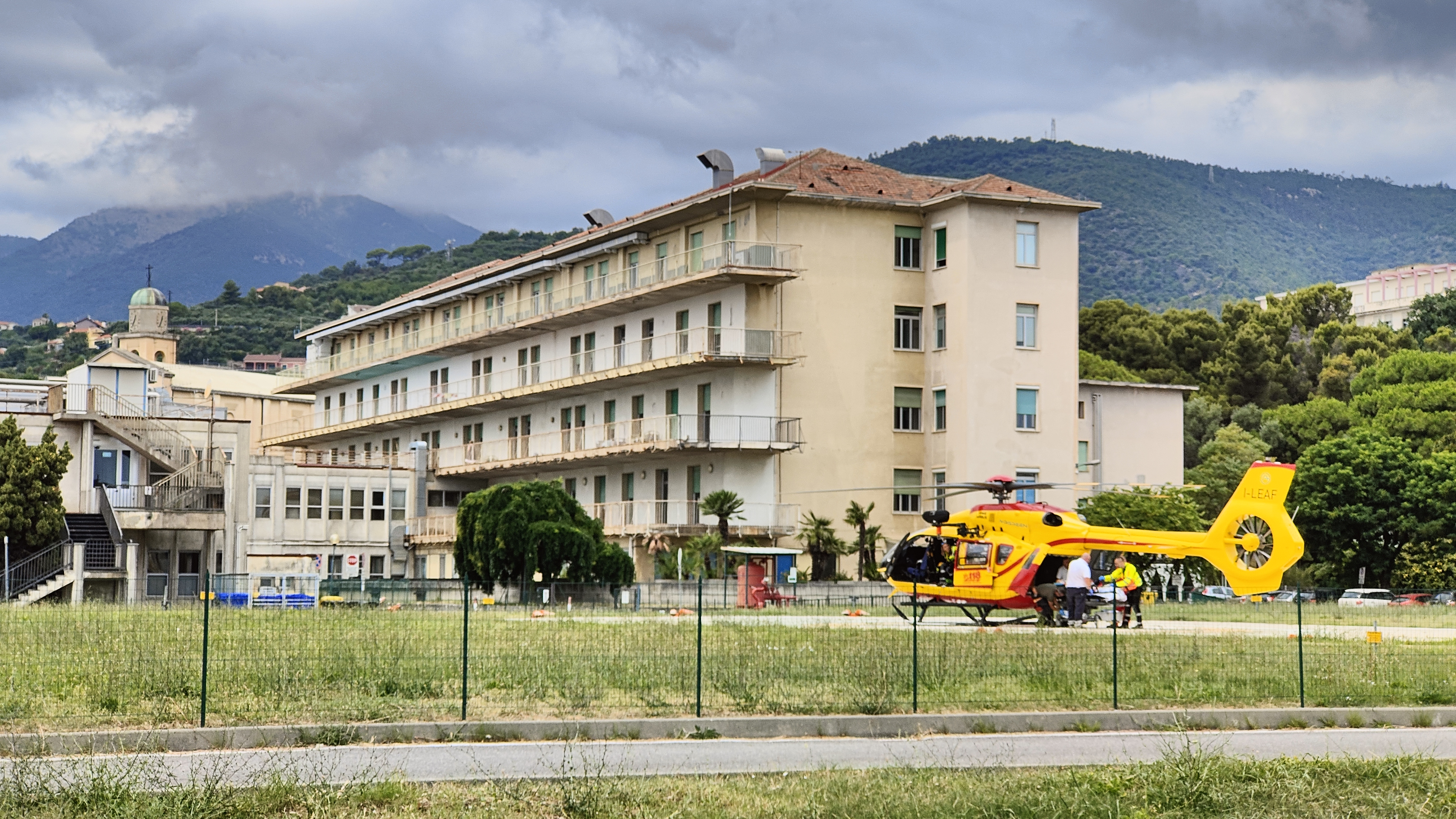
Ospedale Santa Corona, pronto soccorso: l'arrivo dell'Airbus H145 I-LEAF in dotazione alla Regione Liguria attrezzato per l'elisoccorso

L'ospedale Santa Corona di Pietra Ligure rappresenta la più grande e importante realtà sanitaria (DEA di 2⁰ livello) del ponente ligure, dopo Savona. È gestito dalla Asl2 (savonese) insieme agli ospedali di Savona, Albenga e di Cairo Montenotte, le cui strutture, insieme, impiegano (giugno 2025) 4267 unità. È inserito dentro una vasta area verde.

## Storia
Una storia dalle origini milanesi
Riveste particolare importanza per il ponente Ligure la presenza a Pietra Ligure della più grande struttura ospedaliera da qui al confine di stato denominato ospedale "Santa Corona", facente parte della Asl2 e uno dei maggiori poli ospedalieri della Riviera delle Palme e del territorio ligure. Voluto dal professor Temistocle Della Vedova che acquistò il terreno in data 2 maggio nel 1923, come riportato nell'atto notarile, l'ospedale nacque come colonia climatica della città di Milano, pensato per la cura dei bambini affetti da tubercolosi e patologie reumatiche. 
In particolare la sua storia è strettamente legata alla città di Milano e bisogna voltare il tempo all'indietro per conoscere che tutto partì dall'anno 1497, quando fu fondato, insieme a tre nobili lombardi: (Francesco Mantegazza, Roberto Quarterio e Cristoforo Remenulfo) dal frate domenicano Stefano de Seregno (della omonima città) come ente morale per l'assistenza ai poveri e afflitti da malattie contagiose che nel medioevo erano diffusissime a causa delle conoscenze nulle in materia d'igiene. Il nome scelto fu "confraternita di Santa Corona" (dalla corona di spine di Gesù) una società di elemosine per distribuire pane e vino a 72 poveri scelti in città.
Con l'aumentare delle prime conoscenze scientifiche, nel 1512 la confraternita aggiunse la distribuzione di medicinali e spezierie per i bisognosi.
La sede fu la chiesa milanese di San sepolcro dopo ci fu il trasferimento verso Porta Ticinese, nella basilica di Sant'Eustorgio.

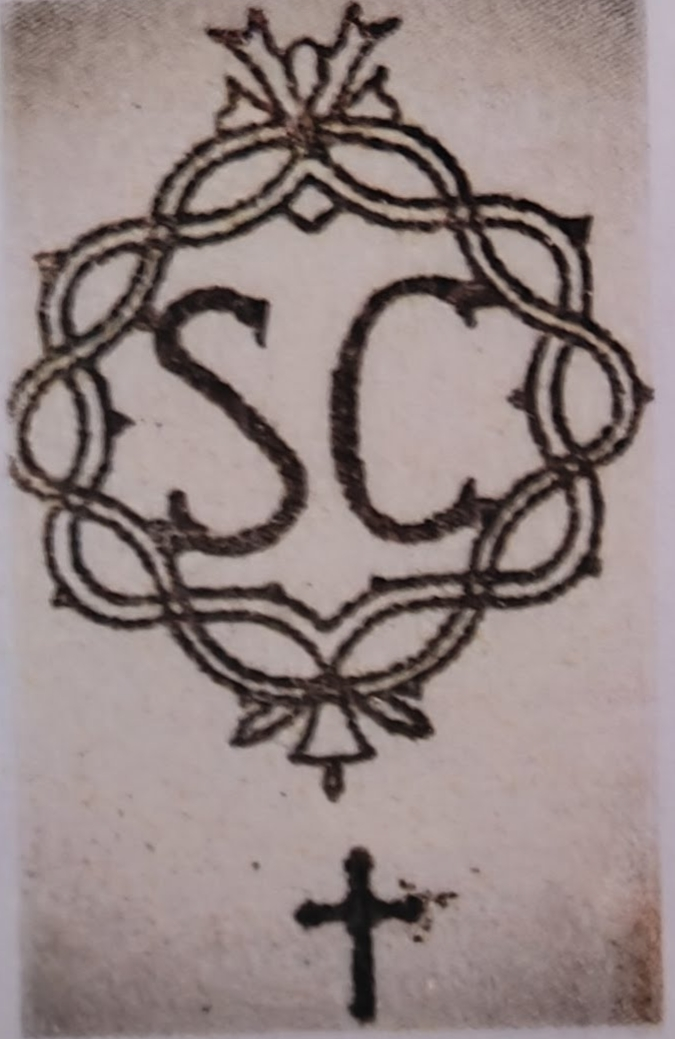
Il logo del "Santa Corona" originato dall'opera pia milanese e in uso dal 1923 come stemma dell'ospedale pietrese

In epoca più moderna quello che rimane dell'opera pia venne aggregata all'ospedale maggiore milanese, anno 1786, sotto la supervisione dell'illustre clinico e benefattore Pietro Moscati.
La scelta della Liguria
Nel 1918 il complesso milanese apre una succursale a Spotorno, presso l'istituto "Merello", gestito dalle suore della carità di Savona, con capacità di accogliere 300 bimbi, struttura costruita verso il 1915, oggi uguale ad allora ma ristrutturata e trasformata in seconde case, visibile sul mare verso Bergeggi, in una zona denominata Maremma, (nel 1943 sarà requisito dalle milizie fasciste della RSI e trasformato in campo di detenzione) ma ricevendo un numero maggiore di richieste riguardo alle sue disponibilità di spazio da parte di bimbi poveri, tubercolotici e prigionieri di guerra austriaci si rese necessaria la ricerca di un'altra zona. Era divisa in reparto profilassi e reparto elioterapia.
Da Spotorno a Pietra Ligure

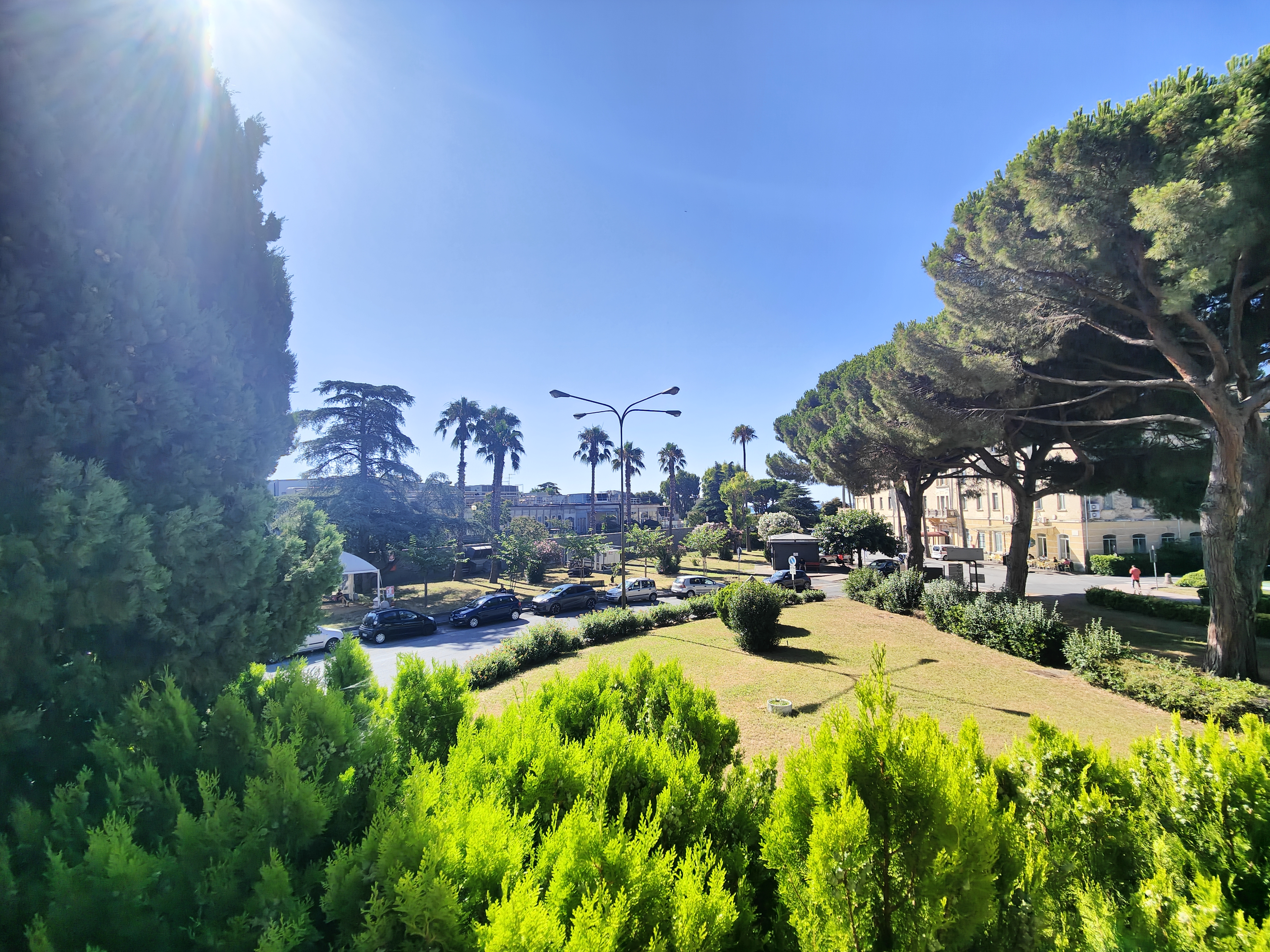
Vista dalla chiesa: a Dx il bar e padiglione ELIO; a Sx il pronto soccorso con la piastra dei servizi

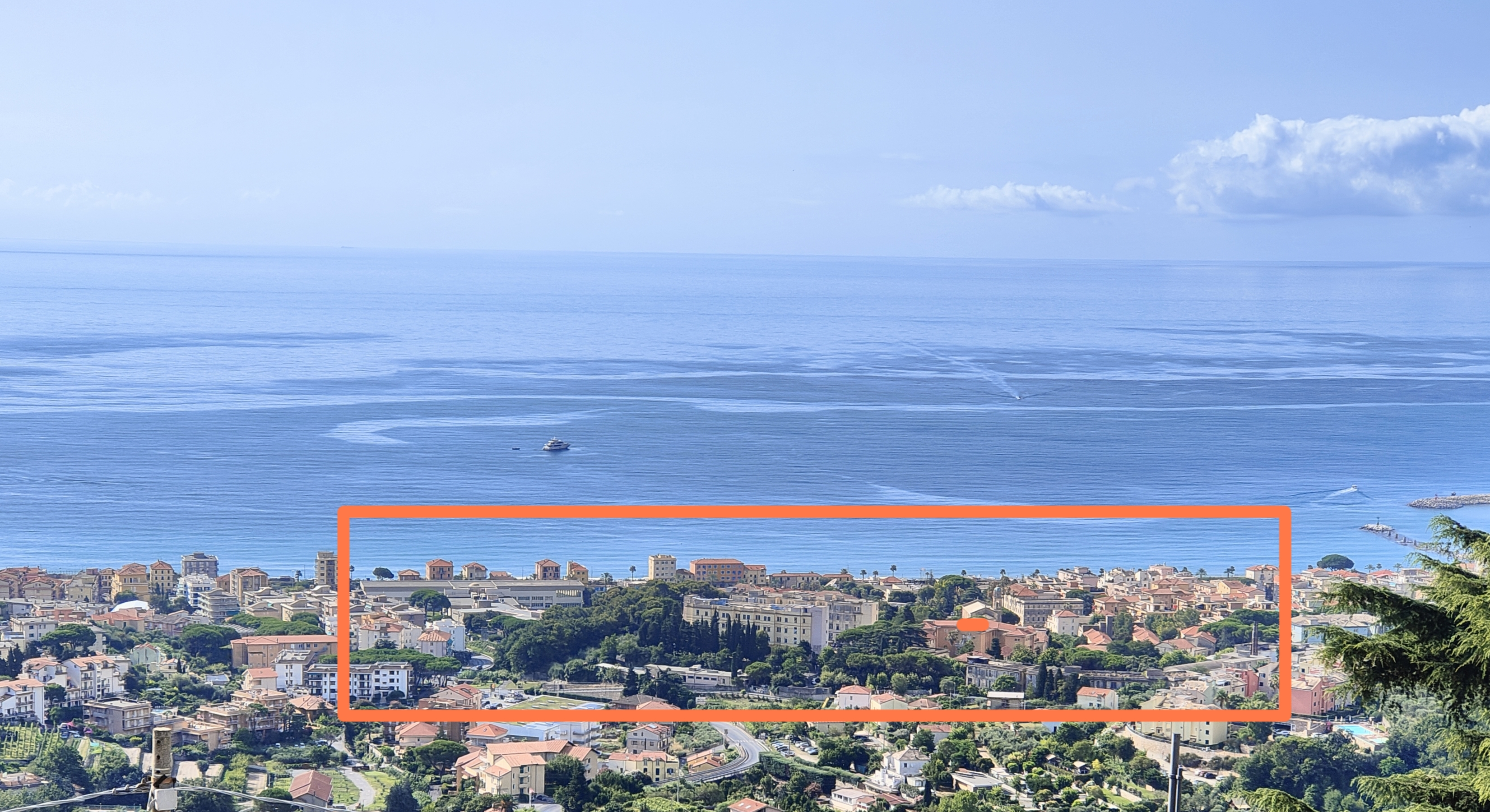
L'area occupata dall'ospedale (esclusi alcuni condomini): a Sx l'unità spinale e verso Dx il fumaiolo della centrale termica, visto dalla frazione Ranzi

Nel 1923, come detto all'inizio, la struttura si trasferì a Pietra Ligure in uno spazio di 120 mila mq con 33 costruzioni come "ospedale climatico (marino) per cure elioterapiche" completato dal nome di "Pio Istituto Santa Corona" (come scritto nei documenti dell'epoca). Le realizzazioni e i lavori furono fatti in grande: erano già stati costruiti 40 fabbricati, reparti per la cura dell'elioterapia, allora molto in uso, con capacità di ospitare 350 malati, reparti chirurgici, officina ortopedica (anche per protesi) e vaste terrazze esposte totalmente a Sud. Fu creata davanti al complesso una spiaggia privata con spazio per 2000 bimbi in cura, reparti lavanderie, padiglione ristorante per il personale medico-infermieristico e per addetti alle manutenzioni. La qualità del cibo con forno per il pane, cotto in struttura, era molto rinomato.

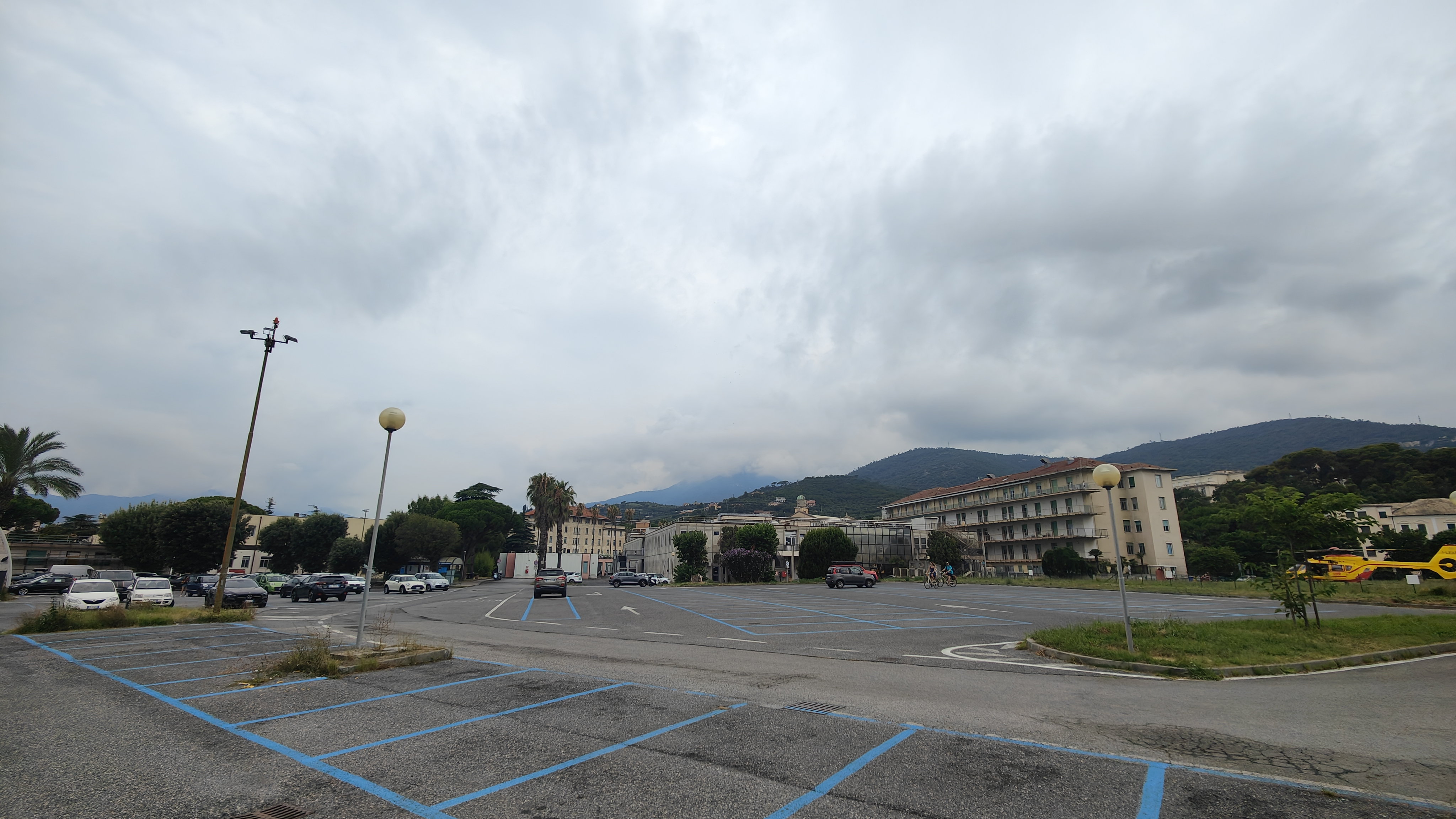
L'ampio parking (a pagamento, maggiormente libero di domenica); a Dx l'eliporto

Nel 1925 avviene la svolta trasformandola da colonia con struttura sanitaria a ospedale vero e proprio dotato di reparto chirurgico. Furono assunti anche medici ortopedici all'epoca dai nomi molto prestigiosi.
Nel 1930 venne chiamato a dirigere la divisione ortopedica l'illustre clinico prof. Raffaele Zanoli (1897-1971), proveniente dall'istituto Rizzoli di Bologna.
Il 5 maggio 1931, per suggellare il legame con la milanesità della gestione proprietaria, venne in visita il podestà di Milano, Marcello Visconti di Modrone.

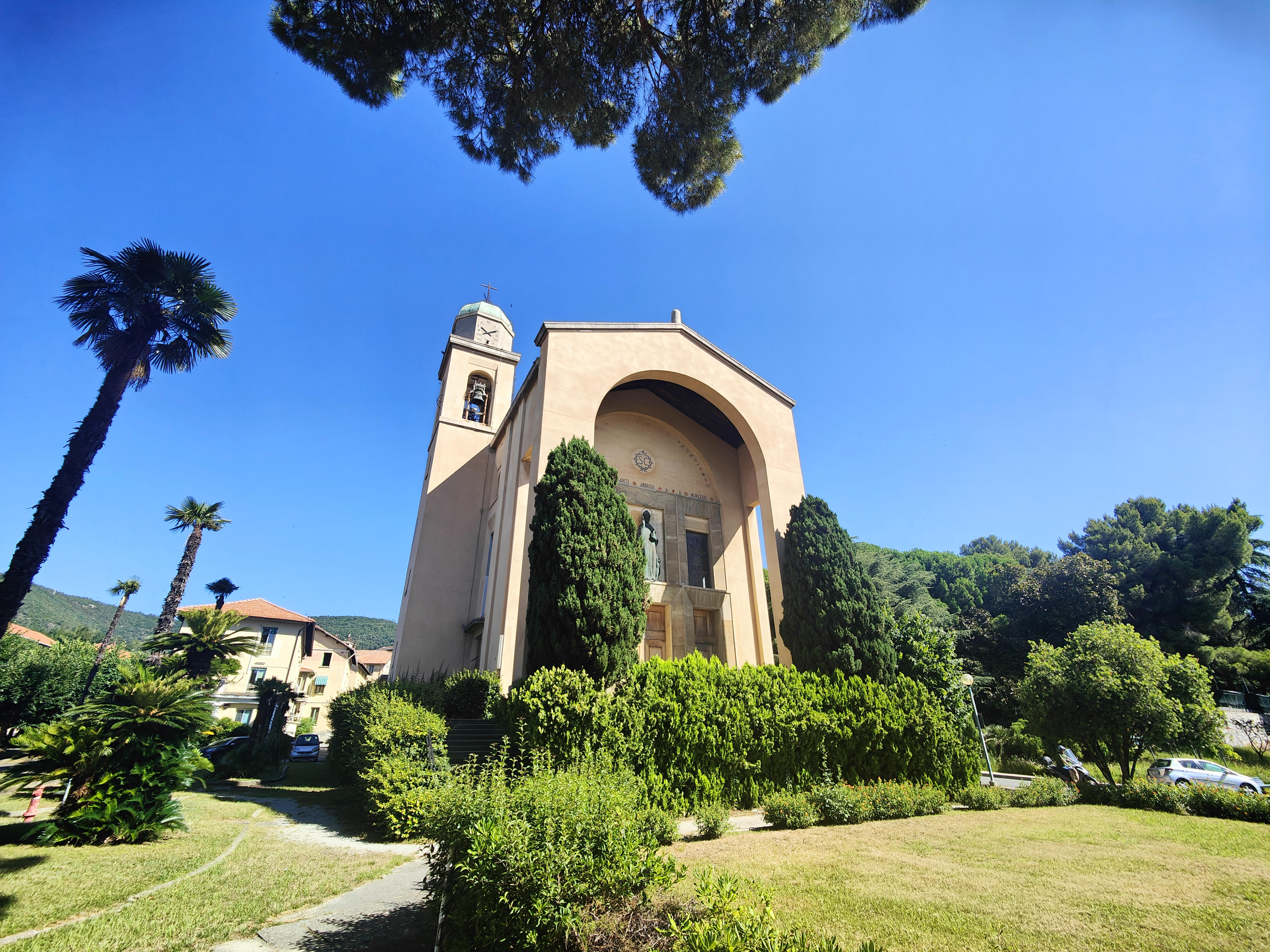
La chiesa San Carlo Borromeo e Sant'Ambrogio del "Santa Corona". Fu inaugurata nel 1934

Nel 1934 fu inaugurata la chiesa interna, su progetto dell'architetto milanese Paolo Mezzanotte, dedicata a San Carlo Borromeo e Sant'Ambrogio la cui prima pietra (19 aprile 1933) fu inaugurata dal cardinale milanese Alfredo Ildefonso Schuster che somministrò la cresima a 130 giovani, coadiuvato dal vescovo di Albenga monsignor Angelo Cambiaso. Fu persino nel sotterraneo creata una sala cinema. 

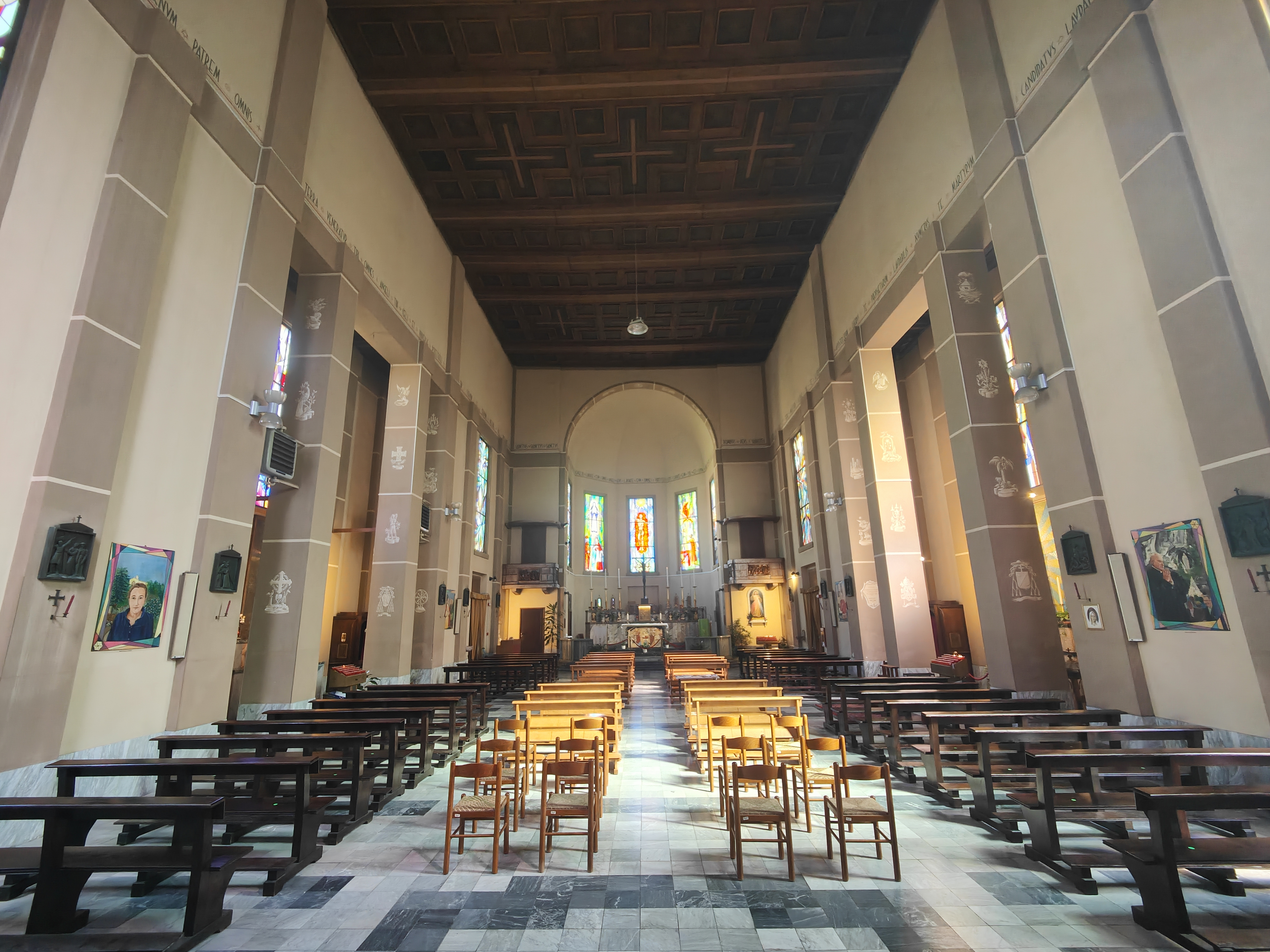
Interni della chiesa del Santa Corona

All'interno vi è un quadro dedicato (2024) alla romana Vera Grita (1923-1969), trasferitasi a Savona come maestra, salesiana laica, candidata alla beatificazione. Morì in questo ospedale dove era ricoverata da sei mesi.
L'unicità di questa chiesa era costituita dal fatto che era inserita nella diocesi lombarda sino al 1964 (si celebrava col rito ambrosiano). Fu solo dal 3 gennaio 1965 inglobata nella diocesi ligure di Albenga da Monsignor Gilberto Baroni che vi ripristinò il rito romano.

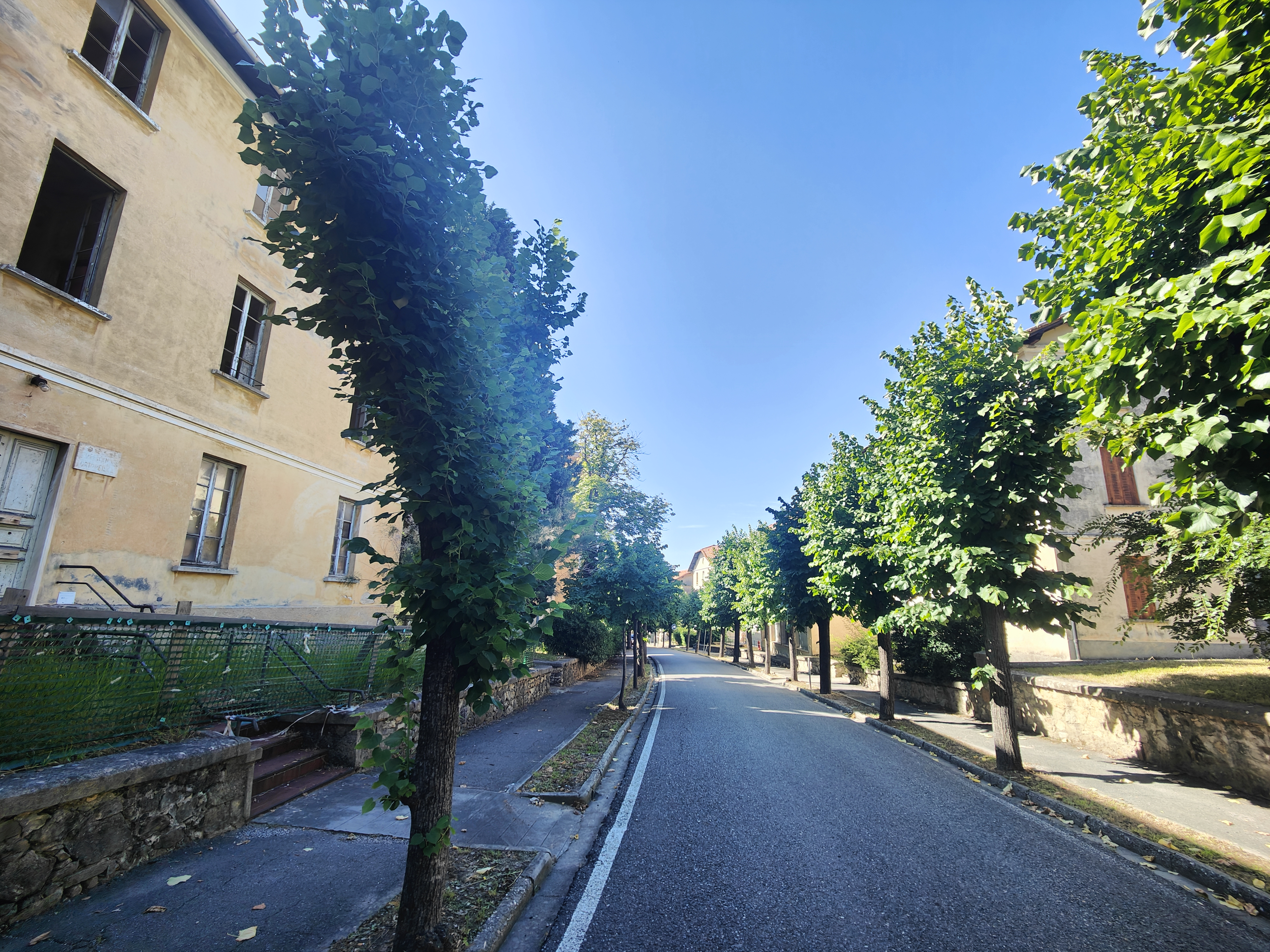
Testimoni di un passato glorioso: le palazzine in uno dei viali interni: alcune abbandonate, altre in uso come sedi sindacali mediche, uffici amministrativi, laboratori

Nel 1936 tutti gli edifici furono completati. Oggi purtroppo sono abbandonati, in pessimo stato, con urgente attesa di un totale ammodernamento. 

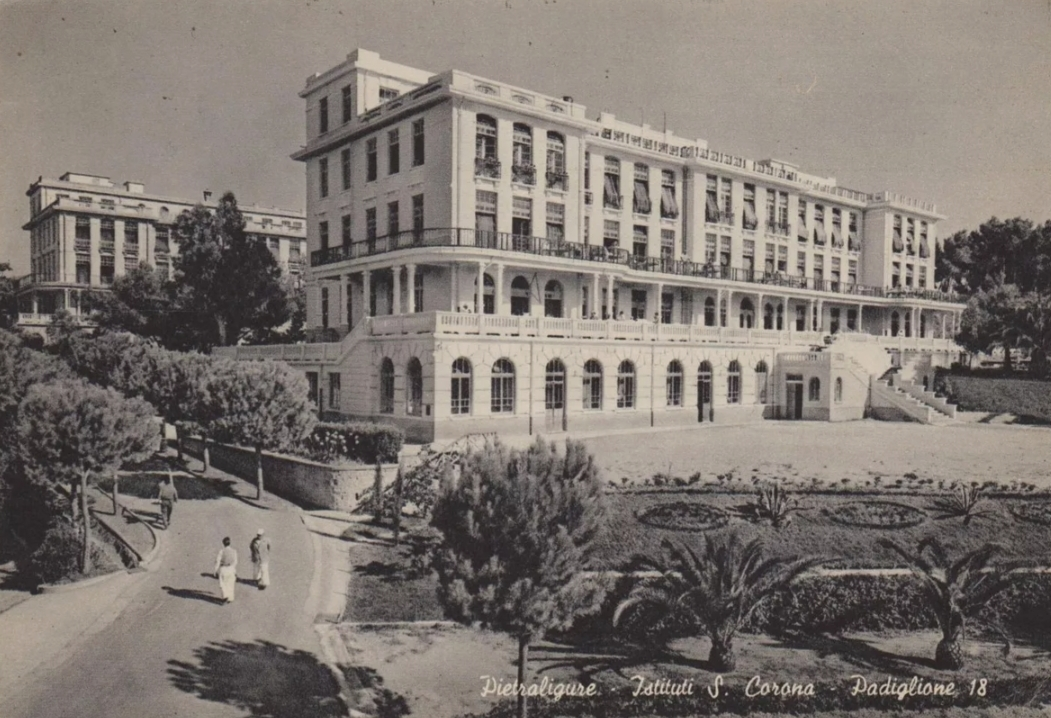
Il padiglione 18 nel 1961

Terminati i padiglioni 17 e 18, fu creata nel 1932 una casa per le suore della Carità che saranno famose per la perfetta gestione del complesso ospedaliero. Dalle sette iniziali passeranno a oltre 70 negli anni attorno il 1950. 

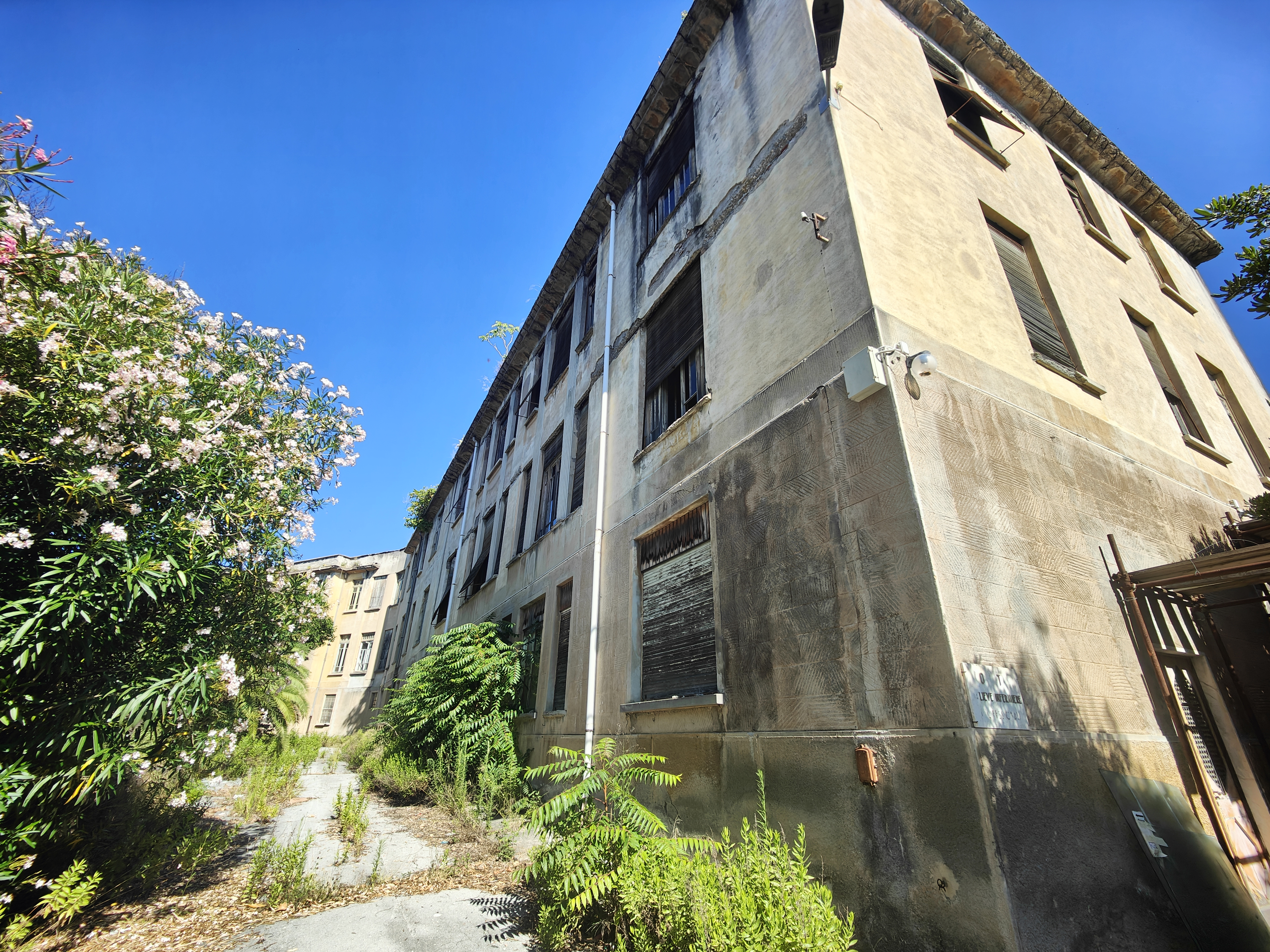
La vecchia struttura abbandonata per le allieve infermiere

 Sara Dana (1927-1944), deportata ad Auschwitz
Durante il conflitto mondiale fu un sicuro punto di riferimento per le cure. Ma purtroppo non per tutti. Pietra Ligure fu colpita dalle persecuzioni antiebraiche, essendo anche vicina ad Albenga, ove c'era la sede della Feldgendarmerie nazista e delle Brigate Nere, con l'arresto il 29 dicembre 1943 di Sara Dana (1927-1944), una ragazzina ebrea milanese che era ricoverata per cure all'ospedale Santa Corona. Morirà ad Auschwitz.

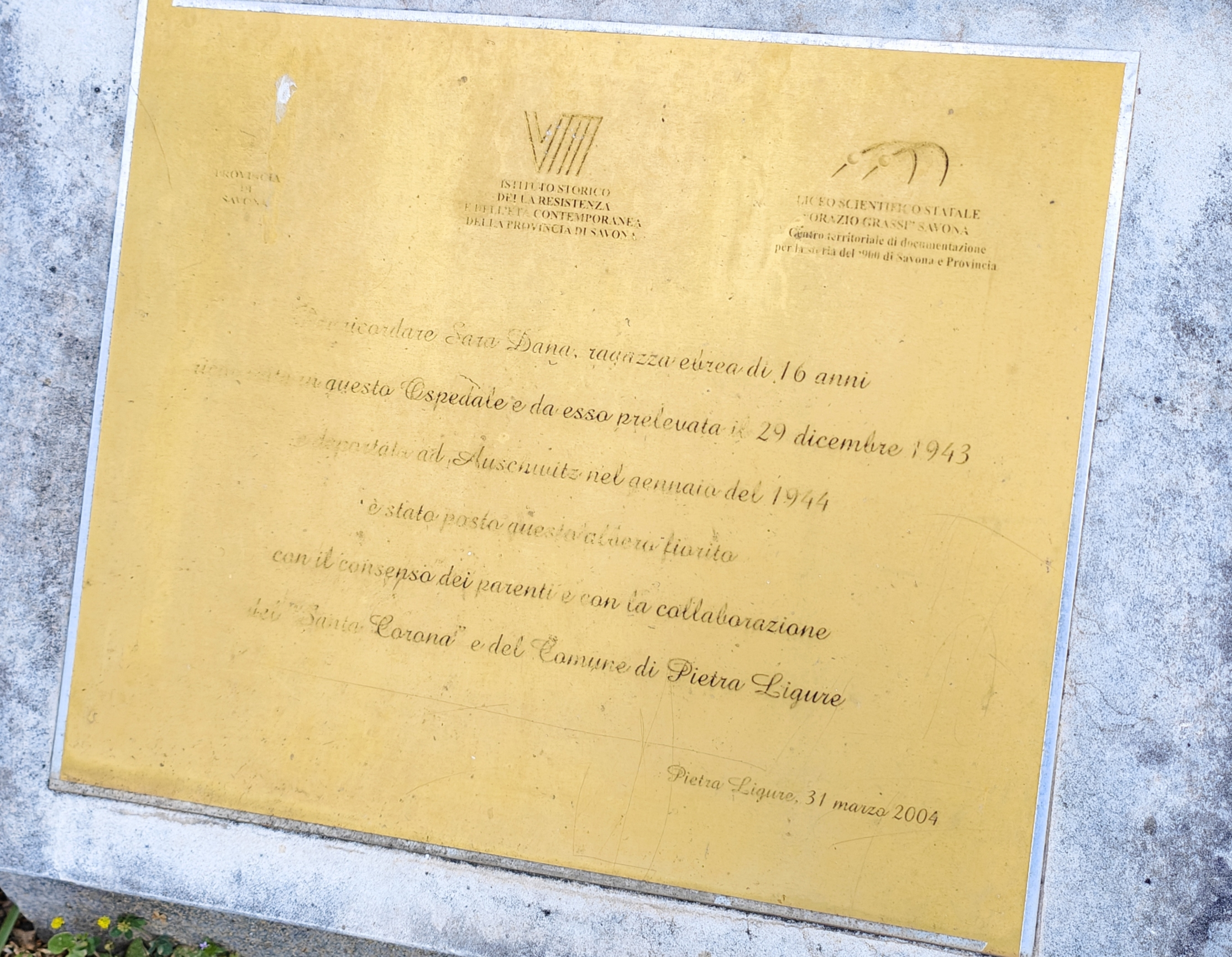
Targa commemorativa (2004) presso il patio in zona adiacente l'unità spinale unipolare del Santa Corona dedicata a Sara Dana deceduta nel lager di Auschwitz nel 1944

Nel periodo del dopoguerra i padiglioni "Elio" e 17 furono preparati per la cura dei mutilati e invalidi reduci dalla guerra.

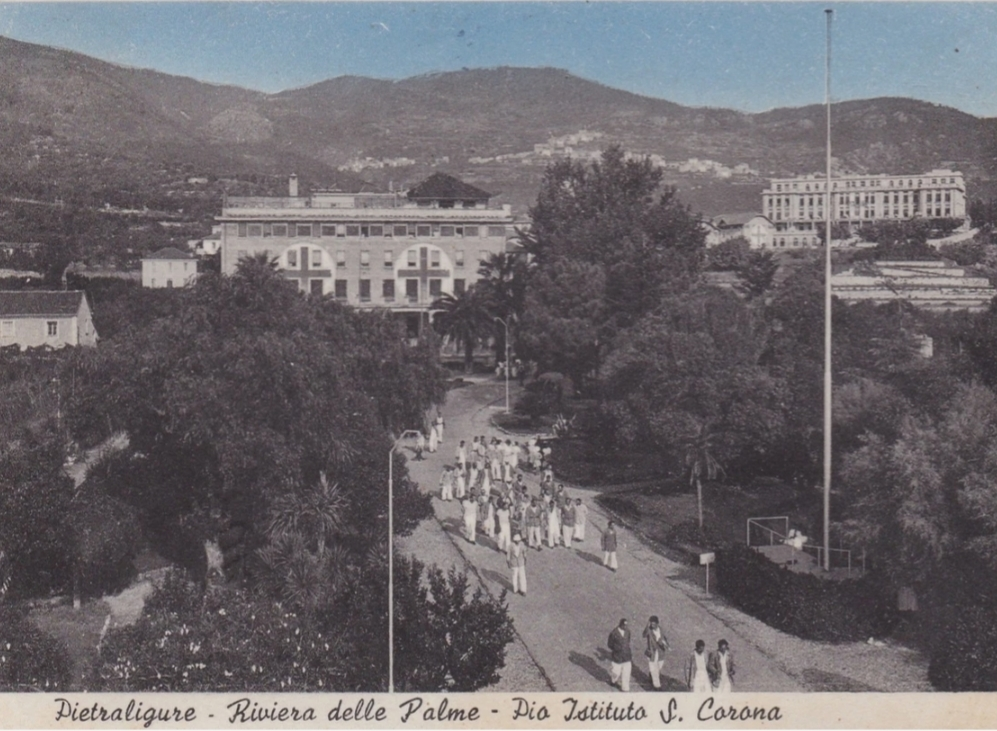
Il viale d'ingresso verso il padiglione "Elio" per reduci della guerra (con vistose croci rosse rimaste ancora per evidenziare che si trattava di un sito sanitario); in alto a Dx il padiglione 18 (anni 1950)

Nel 1949 fu aggiunto il padiglione Isolamento (malattie infettive) e quello per la polio in anni in cui il virus era molto diffuso (anche negli Stati Uniti) e i cui sopravvissuti erano mantenuti in vita con l'ausilio dei polmoni d'acciaio.

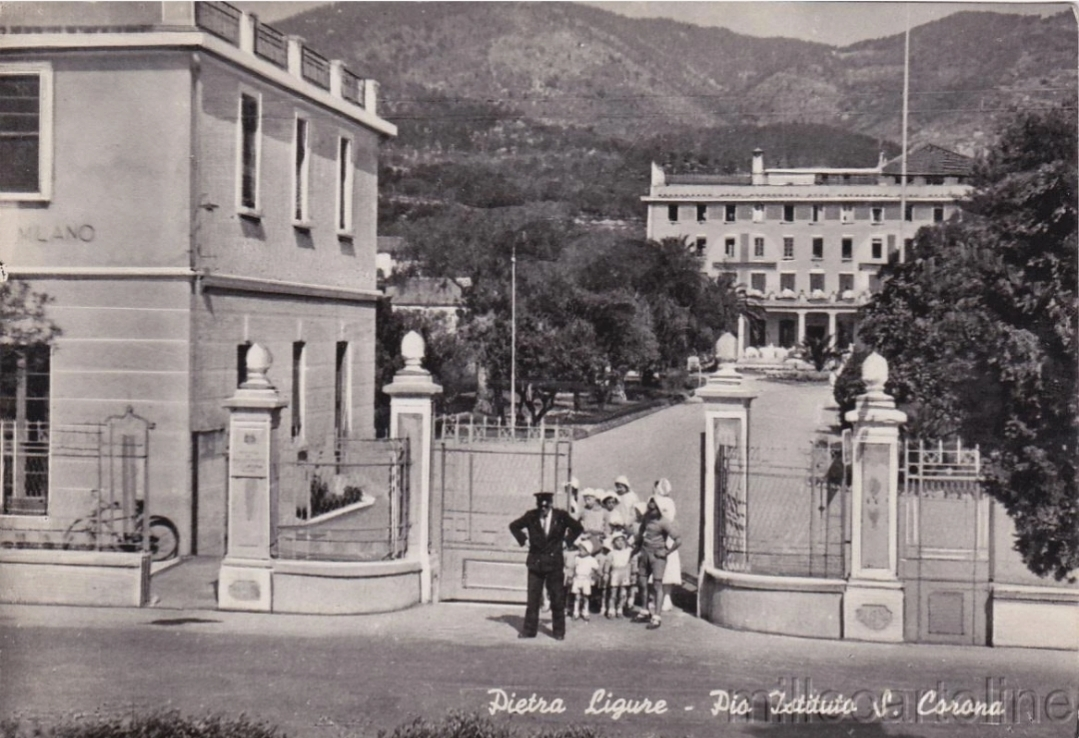
Ingresso dalla via Aurelia, anno 1951. Da notare a Sx parte della scritta che, all'epoca, appariva sulla palazzina della portineria: "Citta di Milano"

Nel 1952 fu aperta la divisione tubercolosi.
Un altro medico profondamente legato alla storia di questo ospedale fu Angelo Spotorno (1909-1997), medico ortopedico, in forza al Santa Corona dal 1939 al 1975 che rinunciò al servizio presso l'istituto Rizzoli di Bologna per restare qui. È stata posta, nel 2003, una targa commemorativa all'ingresso del padiglione 17.

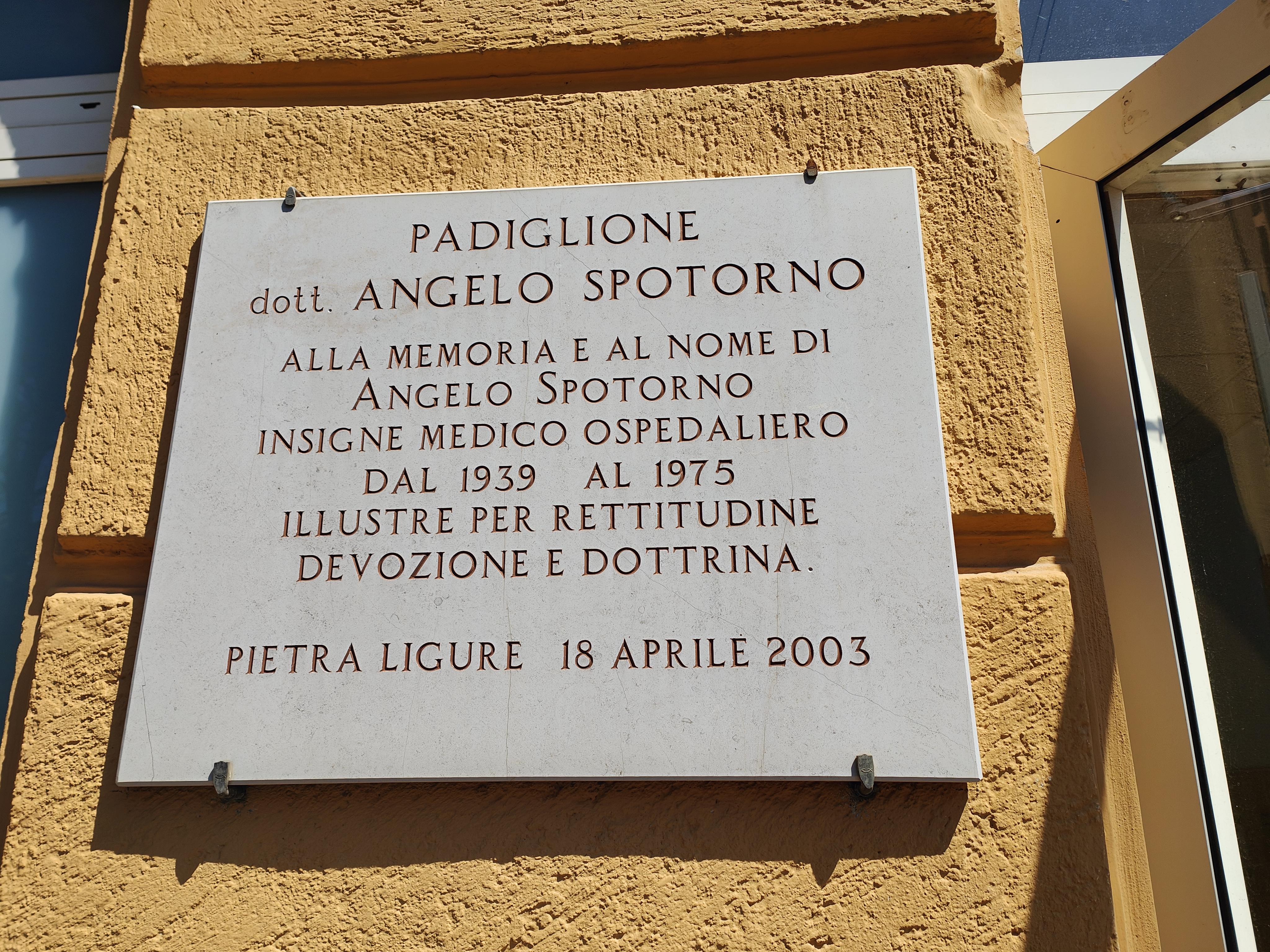
Santa Corona: la targa commemorativa al padiglione 17 dedicata al dottor Angelo Spotorno

Le altre strutture lombarde "Santa Corona"
Esistono anche altre strutture, in Lombardia che, seppure derivate originariamente dalla medesima fondazione e quindi dalla stessa matrice e dagli stessi ideali, il Pio Istituto Santa Corona milanese, nulla avevano a che fare con la realtà pietrese dal punto di vista strettamente gestionale.
La prima è a Garbagnate Milanese, vicino al "Parco delle Groane" (20 km. da Milano), fu costruito nel 1910 una struttura immersa in un parco di 24 mila mq. utilizzato soprattutto dal 1924 come sanatorio per malati di tubercolosi, sanatorio intitolato dal 1946 al medico-eroe, deportato dai nazifascisti, Guido Salvini (salvò  molti partigiani), utilizzato poi come ospedale e intitolato Azienda Santa Corona, nome per cui era conosciuto sino al 2015. Sorge accanto al nuovo ospedale cittadino di viale Forlanini (intitolato al medico eroe sopracitato) inaugurato nel 2014. La seconda struttura si trova in provincia di Brescia, nella frazione di Fasano, distante 750 mt. da Gardone Riviera, nella struttura di 6.200 mq. immersa in un parco di 9 mila mq. (fronte lago), fu una sussidiaria dell'opera milanese, denominato Santa Corona, dal 1965 dedicato alle cure dei cardiopatici, passato in seguito, nel 1978 agli Spedali di Brescia e chiuso dal 24 novembre 2004 (data del terremoto di Salò).

## Epoca moderna
Nel 1967 entrò a fare parte della divisione ortopedica come assistente il savonese dottor Lorenzo Spotorno (1936-2009), divenuto primario nel 1981 e negli anni dal 1987 al 2000 a capo della divisione ortopedica. Inventore, con brevetti, di varie soluzioni protesiche d'avanguardia, collaboratore della Protek di Berna, della Howmedica e della CLS protesica (anni 1980-85) insieme al prof. Erwin Morscher (1930-2008) di Basilea, aveva al suo attivo, nell'arco della sua attività professionale, 15.190 interventi in sala operatoria. Docente universitario esterno, oltre gli impegni fuori Italia, organizzava presso il "suo" ospedale corsi di formazione e aggiornamento formando molti allievi che hanno arricchito la scuola medica ortopedica italiana, come Guido Grappiolo, dirigente medico con collaborazioni esterne di questo ospedale dal 1990.
Il 1978 è l'anno in cui questo complesso ospedaliero entrò a fare parte del sistema sanitario della regione Liguria.
Nel 1999 fu aggiunta la nuova struttura ospitante "l'Unità Spinale unipolare" con piscine attrezzate per le riabilitazioni.
Reparto cucine

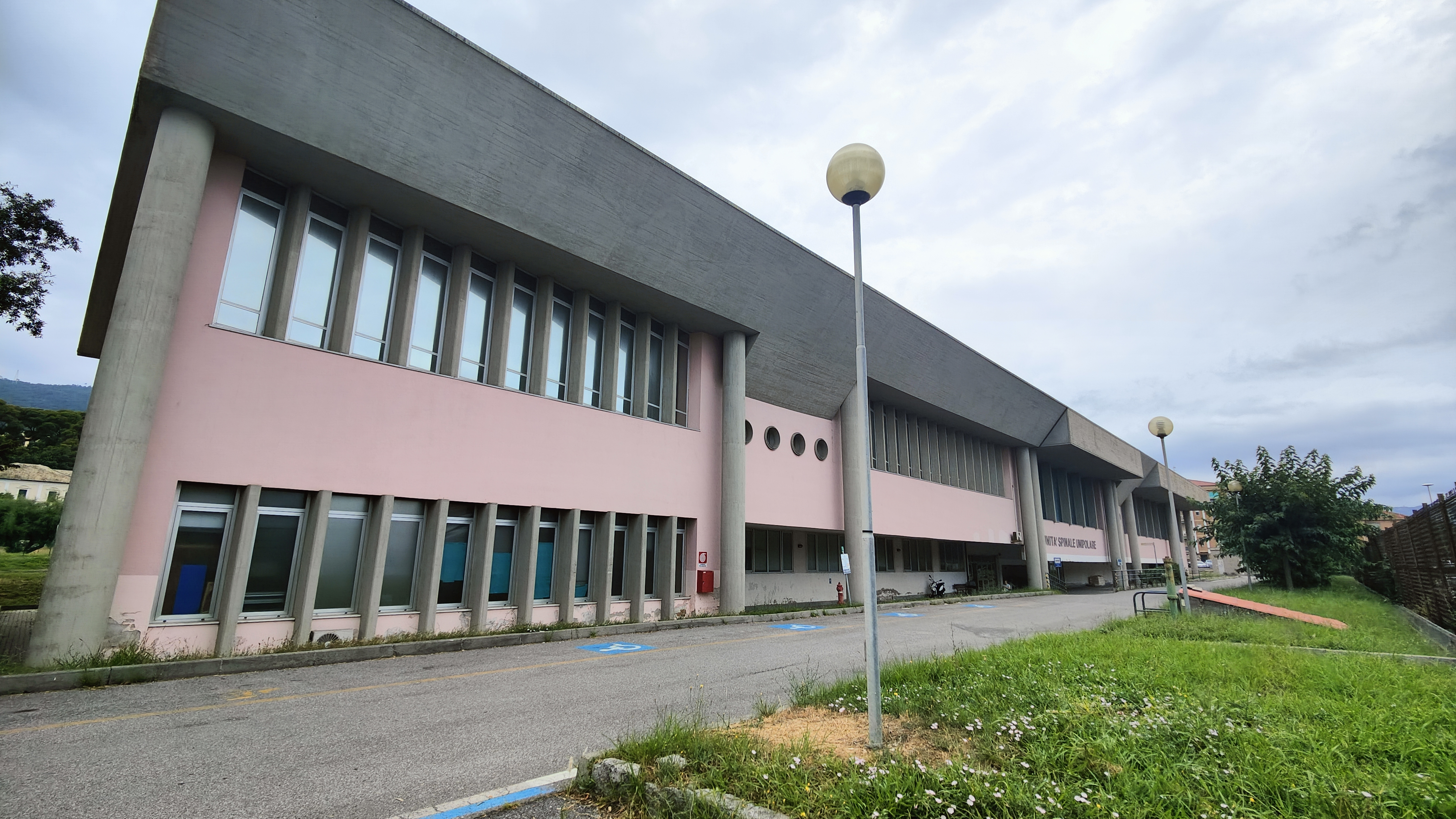
Il reparto "Unità spinale unipolare"

Il Santa Corona, per i vasti spazi a disposizione, era l'unico ospedale ligure ad avere cucine autonome, ristrutturate nel 1991, in cui erano (negli anni '70 del XX Secolo) impiegati 62 addetti passati a 30 nel 2010 sino ai 9 rimasti nel 2021. Da questa data, per questioni di bilancio, la direzione voleva affidare la preparazione dei pasti a una società veneta che aveva eventualmente in programma la futura costruzione di un capannone attrezzato per la ristorazione (anche per le diverse diete medicalmente prescritte) a Perti, zona industriale del finalese. Ma esistendo un contenzioso  fatto da un concorrente, il servizio è  svolto attualmente da quest'ultima impresa, una  cooperativa emiliana con sedi a Savona e Genova. La mensa da lunedì a venerdì é aperta anche agli studenti dell’Università degli Studi di Genova iscritti ai corsi di Scienze Infermieristiche e fisioterapiche.
Esoscopio
Il 30 gennaio 2025 è stato presentato il nuovo esoscopio Karl Storz 3D 4K donato dalla fondazione savonese "De Mari" (della locale banca Carisa) per il reparto di neurochirurgia
Dati sul pronto soccorso
La struttura di pronto soccorso, ogni anno accoglie circa 45 mila persone infortunate, così suddivise (dati dell'ospedale):
- 6% in codice rosso
- 25% in codice arancione
- 44% in codice azzurro
- 22% in codice verde
- 3% in codice bianco.

I dati fanno parte della nuova ristrutturazione sistematica avvenuta nel 2024 presentando la nuova sala dei codici rossi.
Futuri sviluppi
Sono previsti prossimamente grandi investimenti per l'ammodernamento dei reparti con la costruzione di nuovi padiglioni sostituendo i vecchi che saranno demoliti per una capacità iniziale di 367 posti letto per i pazienti. Si inizierà con il "primo chirurgico" e la piastra dei servizi (laboratori analisi, prelievi) che porteranno per il completamento a 202 milioni 276 200 euro. A questa cifra si aggiungono 36 milioni 617 963 per arredi e attrezzature specialistiche di ultima generazione raggiungendo la cifra finale, sempre in euro, di 239 milioni 344 163.
Nel complesso l'Asl2 savonese, in accordo con la regione, ha accolto favorevolmente il primo piano di investimenti da oltre 200 milioni di Euro riguardanti il progetto che durerà 11 anni e che porterà ad una capacità totale di 418 letti.
Il pilota e paziente Robert Kubica
Nel 2011 fu ricoverato (per ben 76 giorni) nella struttura del pronto soccorso e chirurgia d'urgenza, guidata dal 2005 al 2017 dal primario Walter Cataldi, il pilota polacco di formula uno e di rally Robert Kubica
reduce da un grave scontro (6 febbraio) verso Testico durante il rally Le Ronde, nella zona di Andora, mentre si trovava alla guida della vettura da competizione Škoda Fabia S2000 sbattendo violentemente contro il guard-rail. Fu dimesso il 23 aprile 2011.
Volontariato
All'interno dell'ospedale esiste la sede dell' A.V.O. (Associazione volontari ospedalieri), fondata a Milano nel 1975 dal Professor Erminio Longhini (1928-2016), premiato dal Presidente Ciampi per la sanità pubblica, medico lombardo.

## Strutture
- Allergologia

- Anatomia patologica

- Anestesia e Rianimazione Ponente

- Angiografia interventistica

- Cardiologia e UTIC Ponente

- Centro disturbi dell'alimentazione - Servizio psichiatrico di cura e riabilitazione (CDA-SPCR)

- Chirurgia Generale a indirizzo endocrino metabolico

- Chirurgia Plastica

- Chirurgia protesica

- Chirurgia vascolare

- Chirurgia vertebrale

- Colonscopia

- Endoscopia digestiva

- Fisica sanitaria

- Gastroenterologia

- Ginecologia e Ostetricia P.O. Ponente

- Laboratorio di Patologia Clinica

- Malattie del sangue e degli organi emolinfopoietici
- Medicina Interna Ponente

- Medicina Nucleare

- Medicina Trasfusionale e Immunoematologia

- Microbiologia

- Neurochirurgia

- Neurologia Ponente

- Neuroradiologia

- Oncologia

- Ortopedia e Traumatologia Ponente

- Otorinolaringoiatria

- Pediatria e Neonatologia - Savona - Pietra Ligure

- Pneumologia

- Pronto Soccorso e Medicina d’Urgenza Ponente

- Psicologia clinica

- Radiologia Ponente
- Recupero e rieducazione funzionale

- Rete delle cure palliative

- Servizio prevenzione e protezione

- Unità spinale e riabilitazione

- Urologia

## Collegamenti
Situato sulla via Aurelia, dista 750 mt. dalla stazione ferroviaria pietrese; 2,4 km dal casello autostradale pietrese; 20 km percorrendo l'autostrada verso il nuovo ospedale di Albenga (13 km. se si percorre la via Aurelia) e 39 km da quello di Savona.